# Apuani
Apuani so bili eno najbolj neustrašnih in najmočnejših ligurskih plemen, ki so živela v starodavni severozahodni Italiji. 
V svojih delih jih je večkrat omenil rimski zgodovinar Tit Livij. Iz opisov je razvidno, da so bili najbolj vzhodno ligursko pleme, naseljeno v skupini zelo visokih gora na meji z Etrurijo ter dolinah rek Makra (sodobna Magra) in Ausar (sodobni Serchio). Čeprav se je njihovo ozemlje raztezalo proti vzhodu po verigi Apeninov do meje z Aretini ter Mutine (sodobna Modena) in Bononije (sodobna Bologna) in zajemalo zgornjo dolino Makre okoli Pontremolija, vključno z območjem, pozneje znanim kot Lunigiana, kjer so sedanja toskanska mesta Aulla, Fivizzano, Fosdinovo, Villfranca in Pontremoli, je bilo njihovo središče v sedanjih ligurskih okrožjih Sarzana in La Spezia.
Rimljani so se proti njim na splošno vojskovali iz Pisae (današnja Pisa), kjer je bil sedež ene od njihovih armad. Od tam so vdirali v osrčje apuanskih gora. Njihovi uspehi so le redko pomenili več kot to, da se je sovražnik razpršil in poiskal zatočišče v svojih vaseh in trdnjavah. Slednje so bile zaradi gora težko dostopne in so na splošno zlahka kljubovale rimskemu orožju.
Apuani so prvič omenjeni leta 187 pr. n. št. kot pleme, ki ga je porazil in podjarmil rimski konzul Gaj Flaminij. Naslednje leto so oni porazili konzula Kvinta Marcija Filipa, ki je izgubil 4.000 mož, tri prapore in prapore svojih zaveznikov. Zgodovinar Lorenzo Marcuccetti je prizorišče bitke na osnovi zapisov Tita Livija umestil v okolico sedanjega Seravezza. Njegovo domnevo potrjujejo tudi drugi zgodovinski dokazi.
Katastrofa je bila naslednje leto maščevana. Po več zaporednih akcijah sta se konzula za leti 181 in 180 pr. n. št. Publij Kornelij Ceteg in Mark Bebij Tamfil odločila, da bosta 40.000 Apuanov, vključno z ženskami in otroki, izgnala v osrednji Samnij v južni Italiji. 
Izgnance so naselili na prostorne ravnice, ki so pred tem pripadale Tavraziji (od tod tudi ime Campi Taurasini). Zdi se, da so postali cvetoča skupnost. Naslednje leto je konzul Kvint Fulvij Flak na jug izgnal še preostalih 7.000 Apuanov in jih pridružil njihovim rojakom. Izgnanci so v Samniju še dolgo obstajali kot ločena skupnost z imenom Ligures Baebiani et Corneliani (Bebijevi in Kornelijevi Liguri) in izginili šele med vladavino cesarja Trajana (vladal 98–117 n. št.).
Ustanovitev rimskih kolonij v Pisi in Lucci nekaj let kasneje je bila namenjena vzpostavitvi in utrditvi stalne oblasti na osvojenem ozemlju vse do Makre in ključnega rimskega pristanišča Luna (sodobni Luni) v Ligurskem morju, kjer je bila latinska kolonija ustanovljena leta 177 pr. n. št.
Za obstoj mesta Apua, ki ga omenjajo nekateri avtorji, ni nobenega dokaza.

## Primarni viri
- Diodor Sicilski. Bibliotheca historica (Zgodovinska knjižnica).
- Tit Livij. Ab Urbe condita.
- Strabon. Geografija, Svetovna zgodovina.